# Endpoint surrogato
Negli studi clinici, un endpoint surrogato (o marker surrogato) è una misura dell'effetto di un trattamento specifico che può essere correlato a un endpoint clinico reale. Il National Institutes of Health (USA) definisce l'endpoint surrogato come "un biomarcatore che intende sostituire un endpoint clinico".
I marcatori surrogati sono utilizzati quando l'endpoint primario è indesiderato (ad esempio la morte) o quando il numero di eventi è molto ridotto, rendendo quindi impraticabile condurre una sperimentazione clinica per raccogliere un numero statisticamente significativo di endpoint. La Food and Drug Administration (FDA) e altre agenzie di regolamentazione accettano spesso come evidenze le sperimentazioni cliniche che dimostrano un beneficio dei marcatori surrogati.
Gli endpoint surrogati possono essere ottenuti in diverse modalità: come punteggi comportamentali o cognitivi, o biomarcatori da elettroencefalografia (qEEG), risonanza magnetica, PET o marcatori biochimici.
Un correlato non è un surrogato. È un errore comune pensare che se un risultato è un correlato (cioè correlato al vero risultato clinico) possa essere utilizzato come un endpoint surrogato valido (cioè un sostituto del vero risultato clinico). Tuttavia, una giustificazione adeguata per tale sostituzione richiede che l'effetto dell'intervento sull'endpoint surrogato sia un predittore dell'effetto sul risultato clinico: si tratta una condizione molto più stringente della correlazione. In tale contesto, si parla di criteri di Prentice.
Il termine "surrogato" non dovrebbe essere utilizzato per descrivere gli endpoint; le descrizioni dei risultati e le interpretazioni dovrebbero essere formulate in termini che designano la natura specifica e la categoria della variabile valutata.
Un endpoint surrogato di una sperimentazione clinica è una misurazione di laboratorio o un segno fisico utilizzato come sostituto di un endpoint clinicamente significativo che misura direttamente come un paziente si sente o sopravvive. I cambiamenti indotti da una terapia su un endpoint surrogato dovrebbero riflettere i cambiamenti in un endpoint clinicamente significativo.

## Esempi

### Malattia cardiovascolare
Un esempio comunemente usato è il colesterolo. Mentre livelli elevati di colesterolo aumentano la probabilità di malattie cardiache, la relazione non è lineare: molte persone con colesterolo normale sviluppano malattie cardiache, mentre molte con colesterolo alto non lo fanno. La "morte per malattie cardiache" è l'endpoint di interesse, mentre il "colesterolo" è il marcatore surrogato. Uno studio clinico può dimostrare che un particolare farmaco (ad esempio, la simvastatina (Zocor)) è efficace nel ridurre il colesterolo, senza dimostrare direttamente che esso previene la morte. La prova dell'efficacia di Zocor nel ridurre le malattie cardiovascolari è stata presentata solo cinque anni dopo la sua introduzione in commercio, e solo per la prevenzione secondaria.
In un altro caso, AstraZeneca è stata accusata di commercializzare la rosuvastatina (Crestor) senza fornire dati concreti sugli endpoint, basandosi invece su endpoint surrogati. L'azienda ha ribattuto che la rosuvastatina era stata testata su gruppi di pazienti più ampi rispetto a qualsiasi altro farmaco della stessa classe e che i suoi effetti dovrebbero essere paragonabili a quelli delle altre statine.

### Cancro
La sopravvivenza libera da progressione (Progression-free survival, PFS) è un esempio importante in ambito oncologico. Esistono esempi di farmaci antitumorali approvati sulla base della sopravvivenza libera da progressione (endpoint surrogato) che in studi successivi non hanno mostrato miglioramenti nella sopravvivenza globale (endpoint clinico).
Per il cancro al seno, il bevacizumab (Avastin) ha inizialmente ottenuto l'approvazione dalla Food and Drug Administration, ma successivamente la sua licenza è stata revocata. Ulteriori endpoint surrogati incentrati sul paziente -come l'utilità complessiva del trattamento (Overall Treatment Utility)- possono risultare più significativi.

### Malattie infettive
Nel caso dell'HIV/AIDS, la conta dei CD4 e la carica virale sono utilizzati come marcatori surrogati per l'approvazione dei farmaci per le sperimentazioni cliniche.
Nel caso dell'epatite C, l'endpoint surrogato "Risposta virologica sostenuta" è stato utilizzato per l'approvazione di farmaci costosi noti come antivirali ad azione diretta. La validità di questo endpoint surrogato per la previsione dei risultati clinici è stata messa in discussione.
Per diversi vaccini (antrace, epatite A, ecc.), l'induzione di anticorpi rilevabili nel sangue viene utilizzata come marker surrogato per stabilire  l'efficacia del vaccino, poiché l'esposizione degli individui a un agente patogeno reale è considerata non etica.

### Morbo di Alzheimer
Uno studio del 2023 ha dimostrato che i biomarcatori plasmatici possono essere utilizzati come biomarcatori surrogati negli studi clinici sulla malattia di Alzheimer (AD). Nello specifico, lo studio ha dimostrato che la p-tau181 plasmatica potrebbe essere utilizzata per monitorare interventi su larga scala sulla popolazione mirati a soggetti con AD in fase preclinica.

## Critiche
Ci sono stati diversi casi in cui studi che utilizzavano marcatori surrogati sono stati utilizzati per dimostrare i benefici di un particolare trattamento, ma in seguito la ripetizione degli studi che esaminava gli endpoint non aveva mostrato alcun beneficio o addirittura un danno.  Nel 2021, la FDA è stata pesantemente criticata per l'approvazione di un farmaco per l'Alzheimer, chiamato Aduhelm, che era stato approvato grazie a un endpoint surrogato.

## Linee guida per la stesura dei report
La segnalazione di endpoint surrogati negli studi randomizzati controllati è una fonte di preoccupazione emergente per medici clinici ed epidemiologi. La questione è stata affrontata in due linee guida chiamate CONSORT (Consolidated Standards of Reporting Trials) e SPIRIT, che si propongono di aiutare i ricercatori a segnalare gli endpoint surrogati che si trovino negli studi randomizzati controllati.